# Кокотюха, Андрей Анатольевич
Андрей Анато́льевич Кокотю́ха (укр. Андрій  Анатолійович Кокотюха; род. 17 ноября 1970, Нежин) — современный украинский писатель-беллетрист и автор сценариев, журналист.

## Биография
Родился в городе Нежине, в семье сварщика и медсестры. Первое художественное произведение написал в возрасте 7 лет. До 12 лет читал и писал только сказки.
Мечтал стать библиотекарем. Работал сборщиком мебели, разнорабочим и каменщиком на стройке. Окончил факультет журналистики Киевского университета им. Т. Шевченко.
Первый рассказ был опубликован в 1987 году. В 1991 году написал уголовную повесть «Шлюбні ігрища жаб», которая получила в 1995 году награду издательства «Смолоскип». После выхода отдельной книгой в 1996 году повесть стала называться «романом», получила положительную оценку от родителей и друзей автора и широкую негативную огласку в прессе. Благодаря этой публикации, А. Кокотюха сразу стал одним из известных современных украинских писателей.
В 1993 году был одним из основателей Творческой ассоциации «500». Работая в издательстве «Смолоскип» упаковщиком книг, в период с 1994 по 1999 год организовал более ста «гастролей» молодых украинских писателей в семнадцати регионах Украины. Был их непосредственным участником. В 1998 году уволился из издательства в связи с переходом на другую работу, непосредственно связанную с журналистикой. Сотрудничество с издательством «Смолоскип» не прекращал до 1999 года. Затем издательство официально разорвало отношения с молодым писателем из-за публичного прочтения фельетона о современном состоянии украинской культуры, расценив его как «антиукраинский».
2006 года на конкурсе «Коронация слова» Гран-при и Вторую премию занимают совершенно разные рукописи, «Темная вода» и «Зоопарк или Дети до 16 лет». Автором обоих есть один человек — Андрей Кокотюха.
Пишет на русском и украинском языках. Как заявил Кокотюха на Форуме издателей во Львове-2014 он «русскоязычный писатель […] и пишет на двух языках», но с ошибками.
Исследователь украинской массовой литературы доктор филологических наук София Филоненко называет Кокотюху отцом «украинского готического детектива», хотя сам автор считает, что в его текстах присутствует скорее неоготика, напрямую связанная с актуальными общественными и социальными проблемами Украины, а обращение к готике и фольклору в целом совпадает с традициями древней украинской литературы.
Книги А. Кокотюхи выходили и продолжают выходить практически во всех украинских издательствах, которые издают современную литературу: «Смолоскип», «Кальвария», «Фолио», «Пирамида», «Нора-Друк», «Зеленый Пес». Он постоянно сотрудничает с наиболее популярными украинскими газетами, журналами и телеканалами.

## Семья
- жена Ирина
- сын Даниил
- является кумом (крёстным отцом дочери) Сергея Жадана

## Издания

### На украинском
«Повстанческая трилогия», где основным героем выступает протагонист Червоный
- «Червоний» (Харьков: «КСД», 2012) ISBN 978-966-14-3875-9
  - (переиздание) «Червоний» (Харьков: «КСД», 2017) ISBN 978-617-12-1475-0
- («Повстанська трилогія» #1) «Чорний ліс.» (Харьков: «КСД», 2015) ISBN 978-966-14-9261-4
- («Повстанська трилогія» #2) «Багряний рейд.» (Харьков: «КСД», 2016) ISBN 978-617-12-1459-0
- («Повстанська трилогія» #3) «Біла ніч» (Харьков: «КСД», 2017) ISBN 978-617-12-3721-6

Серия издательства Фолио «TeenBookTo»
- «Подвійний капкан» (Харьков: «Фоліо», 2017) ISBN 978-966-03-7842-1
- «Мисливці за привидами» (Харьков: «Фоліо», 2017) ISBN 978-966-03- 7835-3
- «Колекція гадів» (Харьков: «Фоліо», 2017) ISBN 978-966-03-7832-2

Серия издательства Фолио «ретророман»
- «Адвокат iз Личаківської» (Харьков: «Фоліо», 2015) ISBN 978-966-037-114-9
- «Привид з Валової» (Харьков: «Фоліо», 2015) ISBN 978-966-037-165-1
- «Автомобіль з Пекарської» (Харьков: «Фоліо», 2015) ISBN 978-966-03-7352-5
- «Різник із Городоцької» (Харьков: «Фоліо», 2016) ISBN 978-966-03-7517-8
- «Коханка з площі Ринок» (Харьков: «Фоліо», 2016) ISBN 978-966-03-7622-9
- «Втікач із Бригідок» (Харьков: «Фоліо», 2017) ISBN 978-966-03-7817-9
- «Офіцер із Стрийського парку» (Харьков: «Фоліо», 2017) ISBN 978-966-03-7940-4
- «Київські бомби» (Харьков: «Фоліо», 2017) ISBN 978-966-03-7598-7

Внесерийные романы
- «Шлюбні ігрища жаб» (Киев: «Смолоскип», 1999)
- «Повернення сентиментального гангстера» (Киев: «Зелений пес», 1999),
- «Нейтральна територія» (Львов: «Кальварія», 2001),
- «Мама, донька, бандюган» (Львов: «Піраміда», 2003),
- «Любити живих» (в соавторстве с Максимом Розумным) (Харьков: «Майдан», 2004),
- «Повзе змія» (Киев: «Нора-друк», 2005),
- «Шукачі скарбів»(Киев: «Нора-друк», 2005),
- «Юля» (автор-составитель) (Харьков: «Фоліо», 2006),
- «Темна вода» (Киев: «Нора-друк», 2006),
- «Зоопарк або Діти до 16 років» (Киев: «Зелений пес», 2006),
- «Легенда про безголового», (Киев: «Нора-друк», 2007)",
- «Юрій Луценко. Польовий командир», (Харьков: «Фоліо», 2007),
- «Живий звук» (Харьков: «Фоліо», 2008) ISBN 978-966-03-4491-4
- «Аномальна зона», (Киев: «Нора-друк», 2009).
- «Чужі скелети».(Киев, «Країна мрій», 2009 год, 304 стр.)
- «Таємниця козацького скарбу» (Киев: «А-БА-БА-ГА-ЛА-МА-ГА», 2010) ISBN 978-617-585-002-2
- «Феномен доктора Хауса. Правда і вимисел у серіалі про геніального діагноста.» (Киев: «Країна Мрій», 2010) ISBN 978-617-5380123
- «Письменники про футбол» (Харьков: «Клуб сімейного дозвілля», 2011) (в соавторстве)
- «Пророчиця» (Киев: «Країна Мрій», 2011) ISBN 978-617-538-036-9
- «Таємниця зміїної голови» (Київ: «А-БА-БА-ГА-ЛА-МА-ГА», 2012) ISBN 978-617-585-038-1

- «Таємниця підводного човна» (Киев: «А-БА-БА-ГА-ЛА-МА-ГА», 2013) ISBN 978-617-585-053-4
- «Таємне джерело» (Харьков: «Клуб сімейного дозвілля», 2013) ISBN 978-966-14-5609-8
- «Подвійний капкан» (Країна мрій, серія " Улюблені книжки " , 2014)
- «Колекція гадів» (Країна мрій, серія " Улюблені книжки " , 2014)
- «Мисливці за привидами» (Країна мрій, серія " Улюблені книжки " , 2014)
- «Київські бомби» (Харьков: «Фоліо», 2014) ISBN 978-966-03-6707-4
- «Справа отамана Зелёного. Українські хроніки 1919 року.» (Харьков: «Клуб сімейного дозвілля», 2014) ISBN 978-966-14-7632-4
- «Мій товариш Наливайко і п’яний Буратіно» (Харьков: «Клуб сімейного дозвілля», 2014) ISBN 9789661471022
- «Осінній сезон смертей» (Харьков: «Клуб сімейного дозвілля», 2014) ISBN 978-966-14-8447-3
- «Повний місяць» (Киев: «Нора-друк», 2014) ISBN 978-966-8659-38-6
- «Вогняна зима» (Харьков: «Клуб сімейного дозвілля», 2015) ISBN 978-966-14-9094-8
- «Покоління сміливих» (Харьков: «Vivat», 2016) ISBN 978-617-690-691-9
- «Гімназист і Чорна Рука» (Киев: А-Ба-Ба-Га-Ла-Ма-Га, 2016) ISBN 978-617-585-108-1
- «Гімназист і Вогняний змій» (Киев: А-Ба-Ба-Га-Ла-Ма-Га, 2018)
- «Останній контракт» (Тернополь: НК-Богдан, 2018)
- «Темні таємниці» (Харьков: «КСД», 2018)
- «Називай мене Мері»… (Киев, «Нора-Друк», 2018)

### На русском
На русском автор написал следующие произведения:
- «Ментовский город» (Харьков: «Фоліо», 2002),
- «Отработанный материал» (Харьков: «Фоліо», 2002),
- «Криминальная Украина» (Харьков: «Фоліо», 2003—2005),
- «Криминальная Украина-2» (Харьков: «Фоліо», 2003—2005),
- «Криминальная Украина-3» (Харьков: «Фоліо», 2003—2005),
- «Почему Украина не Россия» (автор-составитель) (Харьков: «Фоліо», 2004),
- «Тайны и загадки Украины» (Харьков: «Фоліо», 2005),
- «Резонансные дела МВД» (в соавторстве с Константином Стогнием), (Харьков: «Фолио», 2005),
- «Юля» (Харьков: "Фоліо, 2006)
- «Юля. Второе дыхание» (Харьков: «Фоліо», 2008)
- «Удар Скорпиона», (Харьков: «КСД», 2009),
- «Евгений Кушнарев: под прицелом», (Харьков: «Фоліо», 2009),
- «Леонид Черновецкий», (Харьков: «Фоліо», 2009),
- «Виталий Кличко», (Харьков: «Фоліо», 2009),
- «Иван Кожедуб», (Харьков: «Фоліо», 2010),
- «50 знаменитых загадок истории Украины» (в соавторстве; Харьков: Фоліо, 2010);
- «Феномен доктора Хауса. Правда и вымысел в сериале о гениальном диагносте» (автор-составитель, Країна Мрій, 2010)
- «Двойная западня», (Харьков: «КСД», 2011),
- «Спасти Скифа», (Москва: «Вече», 2012),
- «Бои без правил», (Харьков: «КСД», 2012; серия «Лихих и опасные»)
- «Последнее сокровище империи», (Москва: «Вече», 2013),
- «Найти и уничтожить», (Харьков: «КСД», 2013),
- «История человечества. Россия», (Харьков: «Фоліо», 2013),
- «Червоный», (Харьков: «КСД», 2013),
- «Охота на маршала», (Харьков: «КСД», 2014),
- «Легенда о Безголовом», (Харьков: «КСД», 2016),
- «Чужие скелеты», (Харьков: «КСД», 2016),
- «Аномальная зона», (Харьков: «КСД», 2017),
- «Пророчество», (Харьков: «КСД», 2017)
- «Тройная защита. Бегство к смерти. Человек ниоткуда» (Харьков: «Фолио», 2017),
- «Тройная защита. Охота на демона. Одесский дуплет» (Харків: «Фоліо», 2017)

## Детские книги
- «Андрій Кокотюха про Луї Буссенара, Томаса Майна Ріда, Миколу Миклухо-Маклая, Рафаеля Сабатіні, Роберта Луїса Стівенсона»: [для молодшого та середнього шкільного віку] / А. Кокотюха; художник Н. Нименко. — Киев : Грані-Т, 2008. — 88 с. : илюстр.; 20 см. — (Життя видатних дітей). — 3000 экз. — ISBN 978-966-465-126-1
- «Полювання на Золотий кубок» (недоступная ссылка) (К.:Грані-Т, 2008, серия «Дивний детектив — 08»)
- «Страшні історії» (недоступная ссылка) (К.:Грані-Т, 2008, серия «Дивний детектив — 08»)
- «Мисливці за привидами» (недоступная ссылка) (К.:Грані-Т, 2008, серия «Дивний детектив — 08»)
- «Клуб Боягузів» (недоступная ссылка) (К.:Грані-Т, 2009, серия «Дивний детектив — 08»)
- «Колекція гадів» (К.:Грані-Т, 2009, серия «Дивний детектив — 08»

## Сценарии
Написал сценарии для нескольких документальных фильмов из цикла «Криминальные истории» (ICTV). «Чужие ошибки» (СТБ), «Стрингер» и «Одержимые» (1+1). Работал журналистом и сценаристом на проектах «Завтрак с 1+1», «Киевский регион», «Параллельный мир». Пишет сценарии для проекта «Судебные дела» (Film.ua). Всё это даёт автору право называть себя киносценаристом. Является автором сценария на экранизацию романа Василия Шкляра «Чёрный ворон».
В 2018 году существенно доработав и дополнив новыми героями одесские рассказы Валерия Смирнова написал сценарий сериала «Сувенир из Одессы».

## Экранизация
По одной из его журналистских публикаций на Киностудии им. А. Довженко в 1997 году был снят фильм под названием «Тупик» (режиссёр Григорий Кохан). Детективный роман «Легенда о Безголовом» экранизирован в 2008 году киногруппой «Film.ua» (название фильма «Тревожный отпуск адвоката Лариной», режиссёр Александр Стеколенко). Триллер «Ползёт змея» (режиссёр Максим Бернадский) экранизирован в 2009 году компанией « Fresh production UA». Во всех случаях Кокотюха — автор или соавтор сценариев.
10 марта 2016 года начались съёмки одноимённой экранизации романа Андрея Кокотюхи — «Червоный». Создан при финансовой поддержке Государственного агентства Украины по вопросам кино. Премьера ленты на Украине состоялась весной 2017 года.
Является приверженцем художественно-причудливо вымышленной («мифологически-развлекательной») составляющей произведений исторической тематики без соблюдения реконструктивного фактажа.

## Награды и почётные знаки отличия
- Диплом издательства «Смолоскип», 1996 г.;
- Диплом конкурса «Золотий Бабай», 1999 г.;
- Дипломы конкурса «Коронація слова», 2001, 2002 гг.;
- III премия конкурса «Коронація слова», 2003, 2004 г.;
- Премия журнала «Березіль», 2000 и 2003 гг.;
- Премия фестиваля «Відкрита ніч» за лучшую публикацию о фестивале, 2002 г.;
- Нагрудный знак «За образцовую службу во внутренних войсках МВД Украины», 2002 г;
- Нагрудный знак «Серебряный Георгий» за сценарий фильма «Тупик», 2003 г.
- Диплом ХІ Форума издателей во Львове «Лучший журналист, пишущий на книжную тему», 2004
- I и II премии конкурса «Коронація слова» — 2006 г., номинация «Романы»;
- Конкурс «Коронація слова», 2007, номинация «Киносценарии», III премия;
- Конкурс «Коронація слова», 2008, номинация «Киносценарии», диплом;
- Конкурс «Коронація слова», 2011, номинация «Романы», Специальная награда «Выбор издателей»;
- Конкурс «Коронація слова», 2012, номинация «Романы», Специальная награда «Лучшее историко-патриотическое произведение».
- Знак отличия «Золотой писатель Украины», 2012[4].